# Pseudopolybia difficilis
Pseudopolybia difficilis är en getingart som först beskrevs av Adolpho Ducke 1905.  Pseudopolybia difficilis ingår i släktet Pseudopolybia och familjen getingar. Inga underarter finns listade i Catalogue of Life.